# Daniel Magnus Gronau
Daniel Magnus Gronau (* um 1685 vermutlich in Insterburg; † 2. Februar 1747 in Danzig) war ein deutscher Kirchenmusiker.

## Leben
Gronaus Herkunft und Ausbildung liegen im Dunklen. Ab 1717 ist er als Organist in Danzig nachgewiesen. Hier war er 1717 bis 1719 an der kleinen Orgel in der St.-Annen-Kapelle, 1719 bis 1724 an der kleinen Orgel der Katharinenkirche, 1724 bis 1730 an der Chororgel der Marienkirche und von 1730 bis zu seinem Tod an der großen Orgel der Johanniskirche tätig.
Gronau komponierte Lieder, Präludien und mehr als 500 Fugen im Stil der norddeutschen Orgelschule. Seine Choralvariationen sind wegen ihrer umfangreichen Registrieranweisungen eine wichtige Quelle zum Orgelspiel des 18. Jahrhunderts. Das Manuskript, zwei Bände mit Choralvariationen über etwa 100 Choräle, galt seit 1945 als verschollen, bis 2012 ein 1981 angefertigter Mikrofilm in der Newberry Library entdeckt wurde, der erstmals eine Gesamtausgabe ermöglichte.

## Werke
- Choralvariationen
  - Gotthold Frotscher (Hrsg.): Vier Choralvariationen: für Orgel. Bärenreiter, Kassel 1927.
  - Martin Rost und Krzysztof Urbaniak (Hrsg.): Choralvariationen für Orgel. Gesamtausgabe für Orgel. (ortus organum om195 / Band 6) Ortus, Beeskow 2015, ISMN 979-0-502340-37-7 (Suche im DNB-Portal).